# Clan Soga
Il clan Soga (蘇我氏?, Soga uji) fu una famiglia giapponese di origine coreana che monopolizzò, dal 536 d.C. al 645, la scena politica della corte imperiale giapponese nel periodo Yamato. Giocarono un ruolo decisivo nell'adozione del buddhismo a corte e nel trasformare il paese nel periodo di transizione tra l'era antica e quella classica.
Gli eventi e le date che riguardano il clan Soga sono riportate negli Annali del Giappone (日本紀?, Nihongi, o Nihonshoki) e nelle Cronache degli antichi eventi (古事記?, Kojiki), testi che furono compilati all'inizio dell'VIII secolo.
Tre dei capi del clan, Soga no Iname, Soga no Umako e Soga no Emishi, si tramandarono la carica ereditaria di "grande ministro" (大臣?, Ōomi), e furono talmente importanti da scegliere gli imperatori ed influenzare le loro scelte. Fu la prima volta che un clan della nobiltà dominava la casa imperiale, evento che si sarebbe verificato con frequenza nei periodi successivi della storia giapponese. Lasciarono al sovrano il ruolo di simbolo del paese e di capo spirituale, e presero il totale controllo degli affari di stato.
Legati agli immigrati dei tre regni di Corea, favorirono l'arrivo di monaci buddhisti provenienti dal regno di Baekje, che furono ufficialmente accolti a corte, secondo gli antichi annali giapponese Nihongi, nel 538, mentre secondo altre fonti tale arrivo risale al 550, evento che segna l'inizio del periodo Asuka. I Soga rafforzarono la loro posizione facendo sposare le loro figlie ai sovrani, tradizione che iniziò con l'imperatore Kinmei e che sarebbe continuata con tutti i suoi immediati successori.
Furono aspramente osteggiati dai clan di corte legati alla tradizione shintoista, i Mononobe, che controllavano l'esercito, ed i Nakatomi, i cui capi erano i maestri cerimonieri dei sacri rituali shintoisti a corte.

## Soga no Iname
Il primo capo del clan a raggiungere la posizione di Ōomi (536-570) fu Soga no Iname, che convinse l'imperatore Kinmei ad accettare a corte i monaci buddhisti di Baekje, ma i capi dei clan Mononobe e Nakatomi affermarono che l'epidemia che stava imperversando nel paese fosse stata scatenata dalle divinità shintoiste, i Kami, per punire l'apertura alla nuova religione. Kinmei cacciò i monaci ma Soga no Iname riuscì a conservare il potere fino alla morte, avvenuta nel 570.

## Soga no Umako
L'opera di Iname fu portata a termine dal suo successore, il figlio Soga no Umako, che fu Ōomi dal 572 al 626. Durante il regno di Bidatsu (572-585), si ripeté quanto era successo durante il governo del padre, i monaci buddhisti che erano stati nuovamente accolti da Baekje con il patrocinio dei Soga, furono cacciati dopo un'altra epidemia ed un altro intervento dei Mononobe e dei Nakatomi.
La lotta tra i clan si inasprì e, alla morte di Yomei, il successore di Bidatsu che regnò dal 585 al 587, si arrivò allo scontro armato nella battaglia di Shigisan, nella quale le armate condotte da Soga no Umako sbaragliarono le forze nemiche, provocando la morte dei capi dei clan Mononobe e Nakatomi. Fu l'inizio del periodo che vide i Soga dominare la scena politica del Giappone e che si sarebbe protratto fino al 645.
Umako si valse dell'aiuto del principe Umayado, detto anche Shōtoku, nell'introduzione di quelle importanti riforme che cambiarono radicalmente la vita del paese. Il buddhismo divenne la religione ufficiale di corte e furono invitati da Baekje progettisti e carpentieri specializzati in edilizia sacra che costruirono maestosi complessi templari buddhisti, tra i quali il celebre Asukadera nella capitale Asuka kyō, nell'odierna prefettura di Nara. Nelle fondamenta di un pilastro del tempio principale vennero sepolte, il 15 gennaio 593, alcune sacre Reliquie del Buddha. Il nuovo imperatore Sushun fu posto sul trono da Umako, che ne dispose a piacimento, fino al punto di farlo uccidere quando questi si ribellò dopo 5 anni di regno.
Alla morte di Sushun, gli succedette la sorellastra Suiko, di cui Umako era lo zio, questi le affiancò l'anno dopo come reggente il principe Umayado, nipote di Suiko, la quale gli diede in moglie una delle sue figlie, Uji no Shitsukai. Ebbe inizio un periodo di pace e prosperità per il Giappone e per la sua corte, logorata da decenni di lotte intestine fra i suoi clan.
L'unità di intenti tra Soga no Umako, Suiko, ed il reggente Umayado portò ad una serie di  eventi epocali che avrebbero trasformato il Giappone in un paese moderno, allineandolo ai grandi stati del continente sotto ogni profilo. Fu fatto costruire il grande complesso templare buddhista Shitennō-ji (四天王寺?), tuttora uno dei più famosi del paese, che fu eretto nei pressi del porto imperiale di Naniwa, l'odierna Osaka, per dimostrare ai visitatori d'oltremare lo splendore della corte e del paese intero. Attorno ai templi ebbero sede le nuove quattro istituzioni (Shika-in?, 四箇院), che avevano lo scopo di innalzare il livello di civilizzazione del paese: il Kyōden-in (istituto per la religione e l'istruzione), l'Hiden-in (istituto di assistenza sociale), il Ryōbyō-in (ospedale), ed il Seiyaku-in (farmacia). In seguito, sarebbero stati costruiti altri templi importanti, tra cui l'Hōryū-ji, eretto nei territori della famiglia di Umayado, a Ikaruga.

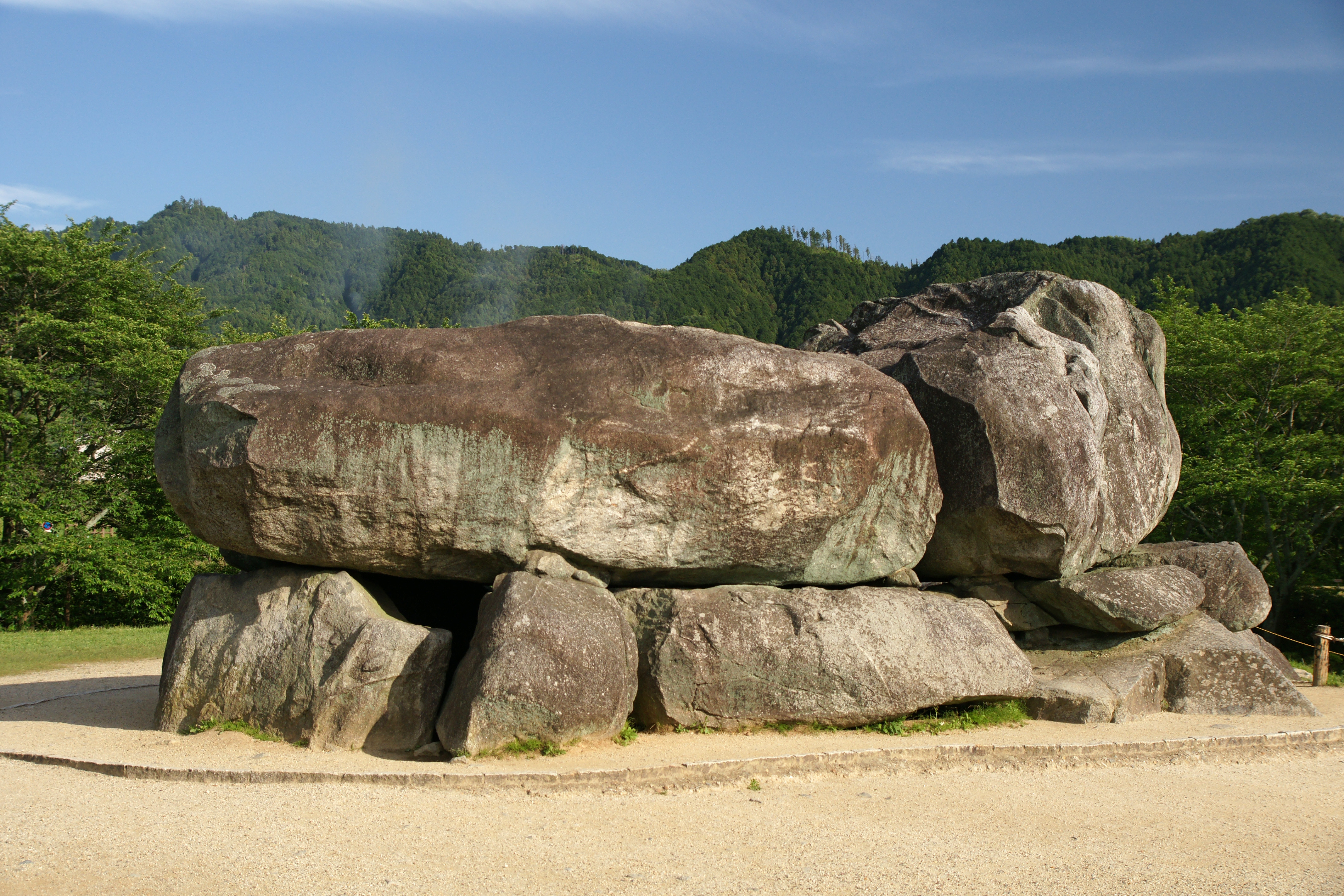
Il kofun Ishibutai, dove si ipotizza sia sepolto Soga no Umako

Furono riorganizzati i ranghi della società secondo criteri ispirati al confucianesimo, assegnando i più alti in base ai meriti, e non più in base alle discendenze familiari. Nel 604 fu compilata la costituzione di 17 articoli, che fissava i codici di comportamento di governanti e sudditi nell'ambito di una società buddhista, e che sarebbe rimasta in vigore fino al 1890. Vennero rafforzati i legami con i feudi lontani, concedendo terre ed un margine di autonomia ai signori di tali feudi, e venne inoltre ufficialmente adottata a corte la scrittura in caratteri cinesi.
Umako morì nel 626 all'apice del suo potere e fu sepolto nel sontuoso tumulo (kofun?, 古墳) in pietra Ishibutai nell'allora capitale Asuka kyō, che si trova nell'odierna prefettura di Nara. Al suo posto nella carica di Ōomi, gli succedette il figlio Soga no Emishi.

## Tramonto del clan Soga
L'accumulo di tanto potere accrebbe l'ambizione del nuovo Ōomi Soga no Emishi, che arrogò a sé ed al figlio Soga no Iruka prerogative fino ad allora ad esclusivo appannaggio del sovrano. Costruì il proprio Kofun di dimensioni e sfarzo mai visti prima, cinse la testa del figlio con una corona e lo nominò ministro imperiale. Dopo che nel 643 Iruka fece uccidere il probabile erede al trono, il principe Yamashiro Ōe, la famiglia reale, guidata dal principe Nakano Ōe, radunò a sé le fazioni che si opponevano ai Soga, tra le quali i Nakatomi, che al contrario dei Mononobe erano sopravvissuti alla disfatta di Shigisan, ed un ramo minore dello stesso clan Soga.
Nel 645 Soga no Iruka fu ucciso mentre riceveva un ambasciatore coreano, in un complotto ordito da Nakano Ōe e da Nakatomi no Kamatari, capo del clan Nakatomi. Emishi chiamò a raccolta i suoi seguaci ma, tradito dal ramo dei Soga che si era alleato ai Nakatomi, dovette ritirarsi e si suicidò dando fuoco alla propria casa. Nel corso dell'evento andarono a fuoco preziosi documenti riguardanti la dinastia imperiale giapponese e la stessa famiglia Soga.

## Restaurazione shinto
Con la distruzione del clan Soga, ebbe inizio un nuovo corso alla corte di Yamato, Nakano Ōe pose sul trono imperiale prima lo zio, che diventò l'imperatore Kōtoku, poi la madre, che diventò l'imperatrice Saimei, alla quale sarebbe succeduto, dopo la morte avvenuta nel 661, con la carica di reggente. Nel 668 diventò imperatore e sarebbe passato alla storia con il nome di Tenji. Nakatomi no Kamatari sostituì l'Ōomi ai vertici della nobiltà di corte con il nuovo titolo di consigliere dell'imperatore (関白?, Kanpaku). Gli venne assegnato il feudo ed il nome di Fujiwara, e divenne così il capo-stipite del nuovo clan Fujiwara, che avrebbe monopolizzato la politica del paese fino alla fine del XII secolo.
Il buddhismo, a cui si erano convertite gran parte delle famiglie nobiliari, perse importanza in favore dello shintoismo, ma si continuò il processo di sincretismo tra le due religioni. L'ordinamento statale venne riorganizzato con gli editti di riforma di Taika del 646, attraverso i quali il potere venne accentrato maggiormente nella capitale, con l'abolizione dei titoli di tipo feudale conferiti ai capi-clan delle altre province giapponesi. Nella stesura di tali editti vennero osservati i principi del confucianesimo, che erano ormai stati assorbiti dal popolo giapponese.
Alcuni membri del clan Soga continuarono ad avere importanti incarichi ed alcune delle loro discendenti sposarono alcuni degli imperatori di quel tempo, ma il potere della famiglia era ormai definitivamente declinato. Secondo alcuni storiografi, l'inizio dell'era classica giapponese, conosciuta come periodo Asuka, coincide con il periodo relativo al potere dei Soga, che si era aperto con l'introduzione ufficiale del buddhismo a corte e si era chiuso con la distruzione del clan e la restaurazione dello shintoismo.